# Ernst Paul Zschörner

Ernst Paul Zschörner um 1900

Ernst Paul Zschörner (* 1852 oder 1853 in Meißen; † 24. September 1911 in Dresden) war ein deutscher Unternehmer und Stifter.

## Leben
Ernst Paul Zschörner wuchs in seiner Geburtsstadt auf und absolvierte dann ein Studium an der Mechanischen Abteilung des Polytechnikums in Dresden. Seinen Abschluss als Ingenieur erlangte er 1876. Wegen seiner ausgezeichneten Leistungen erhielt er ein Stipendium aus dem Reisestipendien-Fonds, den Julius Ambrosius Hülsse 1853 eingerichtet hatte.
Nach Abschluss des Studiums und beruflicher Spezialisierung auf Wolle arbeitete Zschörner zunächst in Hannover, wo er leitender Angestellter der Döhrener Woll-Kämmerei wurde. Als 1883 der Bau der Bremer Woll-Kämmerei geplant wurde, wurde Zschörner als Spezialist nach Bremen gerufen. Er war daraufhin am Aufbau der damals größten Woll-Kämmerei Deutschlands beteiligt und zeichnete für deren Bau verantwortlich. Sie wurde in Blumenthal auf einer Fläche von 500.000 Quadratmetern angelegt und ging 1884 in Betrieb. Zschörner wurde der technische Leiter der Anlage. Die Bremer Woll-Kämmerei begann mit 150 Mitarbeitern; im Jahr 1896 waren es bereits 2000. Die Bremer Woll-Kämmerei war lange Zeit das größte Unternehmen dieser Art weltweit. Ernst Paul Zschörner war dort bis Ende 1903 beschäftigt und setzte sich dann aus gesundheitlichen Gründen zur Ruhe. Nach seinem Ausscheiden wurde Ferdinand Ullrich Generaldirektor des Unternehmens. Ullrich war vorher schon kaufmännischer Direktor der Woll-Kämmerei gewesen.
Ernst Paul Zschörner gehörte auch zu dem Kreis von Kaufleuten, die am 23. Oktober 1893 Johann Langes Werft in Vegesack kauften und die Vulkan Aktiengesellschaft – Schiffbau und Maschinenfabrik gründeten. Von den 300 Aktien, die bei der Gründung ausgegeben wurden, erwarb Zschörner 30.
Zschörner, Mitglied des Vereins Deutscher Ingenieure, zog nach seinem beruflichen Rückzug nach Dresden, wo er 1911 starb. Der Architekt Paul Hahn entwarf ein Grabmal für ihn.

## Stiftungen und Ehrungen
Zschörner hinterließ viele Mitbringsel von seiner „Reise um die Welt“ dem Stadtmuseum Meißen, die unter dem Titel „Zschörner-Sammlung“ dort aufbewahrt werden. Er vermachte im Jahr 1906 testamentarisch die „in dem sogenannten Raritätenschranke aufbewahrten Erinnerungen von Reisen“ sowie einen silbernen Tafelaufsatz vom Aufsichtsrat und Vorstand der Bremer Woll-Kämmerei und den Schrank selbst dem Museum unter der Bedingung, dass sie als Erinnerungen an ein seiner Vaterstadt treu ergebenes Kind ausgestellt würden. Ebenso sollte das Museum, so legte er testamentarisch fest, mit den „andern Reiseerinnerungen, die ich von meiner Reise um die Welt mitbrachte, d. h. mit den Waffen, ethnografischen Gegenständen, indischen, chinesischen & japanischen Broncen“ verfahren. Anlässlich des 110-jährigen Bestehens dieses Museums wurde die Zschörner-Sammlung im Jahr 2011 in einer Sonderausstellung gezeigt.
1906 stiftete Zschörner dem Museum auch eine Freitreppe am Heinrichsplatz. Damals waren die Sammlungen des Museums noch im zweiten Obergeschoss des Hauses untergebracht, und bevor die Freitreppe gebaut wurde, mussten die Besucher die Warenlager der Meißner Händler, die sich im Erdgeschoss befanden, durchqueren.
Zschörner vermachte dem Verschönerungsverein in Meißen außerdem eine hohe Summe für die Vergrößerung bzw. Neuanlage eines Stadtparks und richtete eine Zschörner-Stiftung zugunsten des Bürgerhospitals ein.
Eine weitere Stiftung Zschörners war die sogenannte „P-Stiftung“: 1899 erhielt die Alma Mater, an der Zschörner seine Ausbildung in Dresden erhalten hatte, 10.000 Mark mit der Auflage, die Zinsen für Stipendien zur Unterstützung fleißiger, bedürftiger Studenten zu nutzen. Da Ernst Paul Zschörner zu Lebzeiten nicht als Geldgeber genannt werden wollte, wurde die Stiftung zunächst „P-Stiftung“ genannt. Testamentarisch hinterließ Zschörner der Hochschule noch einmal 5.000 Mark zur Förderung bedürftiger Studenten. Ab 1912/13 war die Paul-Zschörner-Stiftung aktiv, die mittlerweile erloschen ist.
In Bremen wurde Ernst Paul Zschörner durch die Benennung der Zschörnerstraße geehrt.